# Saul S. Friedman
Saul S. Friedman (geboren 8. März 1937 in Uniontown (Pennsylvania); gestorben 31. März 2013 in Canfield (Ohio)) war ein US-amerikanischer Historiker. 

## Leben
Saul S. Friedman war ein Sohn von Albert und Rebecca Friedman, er kam aus einer kinderreichen Familie. Er heiratete 1964 Nancy Evans, sie haben zwei Kinder, der Historiker Jonathan C. Friedman ist ein Sohn. 
Friedman studierte an der Kent State University (B.A.) und wurde in  
Geschichte an der Ohio State University promoviert. Er erhielt 1969 eine Professur für Jüdische und Nahost-Geschichte an der Youngstown State University. Im Jahr 2000 gründete er das YSU Judaic and Holocaust Studies program, im Jahr 2006 wurde er emeritiert.
Friedman war Antisemitismusforscher und publizierte zum Holocaust und zur Geschichte des Nahen Ostens. Neben zwölf Büchern produzierte er ab Ende der 1980er Jahre Dokumentarfilme, fünf davon wurden mit regionalen Emmy Awards ausgezeichnet. 

## Schriften (Auswahl)
- Official United States policy toward Jewish refugees 1938-1945. Ohio State University, 1969
- No haven for the oppressed : United States policy toward Jewish refugees, 1938-1945. Detroit : Wayne State University Press, 1973. Dissertation.
- Pogromchik : the assassination of Simon Petlura. New York : Hart Pub. Co., 1976
- The incident at Massena : the blood libel in America. New York : Stein and Day, 1978
- Amcha : an oral testament of the Holocaust. Washington, D.C. : University Press of America, 1979
- Land of dust : Palestine at the turn of the century. Washington, D.C. : University Press of America, 1982
- The Oberammergau Passion Play: A Lance Against Civilization. Vorwort Emil Fackenheim. Carbondale : Southern Illinois University Press, 1984
- Without future : the plight of Syrian Jewry. New York : Praeger, 1989
- mit Egon Redlich (Hrsg.): The Terezin Diary of Gonda Redlich. Lexington : University Press of Kentucky, 1992, ISBN 9780813118048
- (Hrsg.): Holocaust Literature. A Handbook of Critical, Historical, and Literary Writings. Westport : Greenwood Press, 1993, ISBN 0-313-26221-7
- Jews and the American slave trade. New Brunswick, N.J. : Transaction Publishers, 1998
- A History of the Holocaust. Portland, OR : Vallentine Mitchell, 2004
- A history of the Middle East. Jefferson, N.C. : McFarland & Company, Inc., Publishers, 2006

Filme
- The Snow was red. Kent, Ohio : Kent State University, 1990 (jüdisch-ukrainische Geschichte)